# Yong-Tae Min
Yong-Tae Min (1943- ) es un hispanista y poeta surcoreano.

## Biografía
Yong-Tae min se doctoró en Filología Hispánica por la Universidad Complutense de Madrid y es catedrático de literatura española y latinoamericana en el Departamento de Filología Hispánica de la Universidad Corea en Seúl. Ha sido presidente de la Asociación Coreana de Hispanistas, vicepresidente del PEN Club coreano y tesorero de la Asociación de Hispanistas Asiáticos. Actualmente es presidente del Club de Amantes del Español, dirige el Instituto de Investigación de España y América Latina de la Universidad Corea, y es vicepresidente general de la Asociación Asiática de Hispanistas. Aparte de cultivar la lírica en español, ha escrito ensayos sobre Cervantes, Federico García Lorca y la tradición del haiku en la poesía hispanoamericana, y ha traducido al coreano a César Vallejo, Vicente Aleixandre, Pablo Neruda y Octavio Paz. 

## Obra
En español ha publicado los siguientes poemarios: 
- A cuerpo limpio (Madrid, 1971)
- Tierra azul (Madrid, 1974)
- Isla (Barcelona, 1977)
- Obra poética de Yong-Tae Min (Burgos, España, 1985)
- Río de viento (Guadalajara, México, 1995).